# Dança Comigo (Vem Ser Feliz)

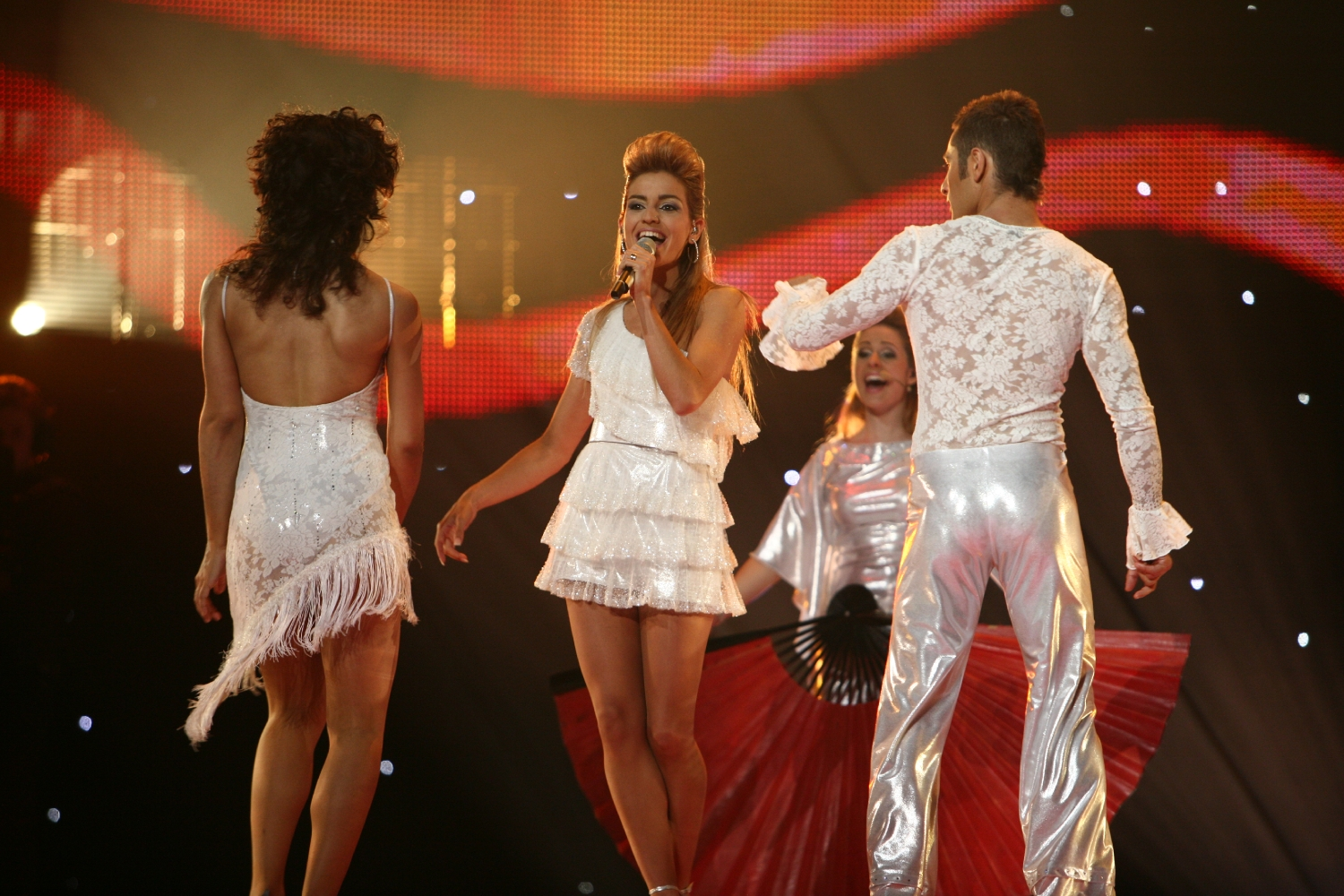
Eurovision Song Contest 2007 Portugal: Sabrina - Dança comigo (vem ser feliz)

"Dança Comigo (Vem Ser Feliz)" é a musica apresentada por Portugal no Festival Eurovisão da Canção 2007 cantada por Sabrina em português, francês, espanhol e inglês. O tema foi escolhido através do Festival RTP da Canção 2007. Na semifinal, o tema alcançou 88 pontos e a 11.ª posição não passando à final.
A letra foi escrita por Emanuel e Tó Maria Vinhas e música foi criada apenas por Emanuel.
Na semifinal, a participante portuguesa foi a 17.ª a subir ao palco, após República Checa que apresentou Kabát interpretando "Malá Dáma" e antecedendo a "Mojot Svet", tema apresentado por Karolina, pela Macedónia.